# Інститут імені Михайла Пупина
Інститут імені Михайла Пупина (ІМП) (серб. Институт Михајло Пупин, англ. Mihajlo Pupin Institute, Белград, Сербія)  — є провідним науково-дослідним закладом у галузі інформаційних і комунікаційних технологій (ІКТ). Це найбільший і найстаріший інститут ІКТ у Південно-Східній Європі. Він був створений у 1946 році у Федеративній Народній Республіці Югославії (ФНРЮ) для виготовлення численних комп'ютерних систем. В Інституті Михайла Пупина були розроблені комп'ютери серій CER, HRS і TIM, які свого часу були досить поширеними на території колишньої Югославії.
Інститут названий на честь американського фізика та винахідника сербського походження — Михайла Пупина (1858—1935), який у списку «100 найзнаменитіших сербів» займає 60 місце. Адміністративно він є підрозділом Белградського університету.
У науковому співтоваристві, інститут добре відомий широким діапазоном своїх досліджень, передусім ранніми роботами в галузі людиноподібних роботів.
Крім того, ІМП є кращим прикладом практики успішних зв'язків між науковими колами і спеціалістами у промисловості. Ефективність цих зв'язків полягає в адекватній організації процесу передачі технологій, підсиленого стандартами Міжнародної організації зі стандартизації (ISO).

## Історія
Заснування інституту при Сербській академії наук і мистецтв у Белграді відбулося в 1946 році. Тоді він складався з двох незалежних один від одного підрозділів: Інституту телекомунікацій та Інституту електроніки. 1947 року у тодішній Федеративній Народній Республіці Югославії (ФНРЮ) був створений Центральний інститут радіо, а в 1948 році — Інститут енергетики. Через два роки для вивченням всіх явищ, які пов'язані з електрикою, вирішили об'єднати ці чотири інститути в єдиний Інститут імені Ніколи Тесли.
У 1959 році в Інституті імені Ніколи Тесли вибрали групу вчених і дослідників для створення окремого інституту електроніки і телекомунікацій, який назвали Інститутом імені Михайла Пупина. Виконавча рада Національних зборів Народної Республіки Сербія та співзасновники — факультет електротехніки Белградського університету, Електронна промисловість Нишу і компанія Енергопроект, у 1961 році виділили з Інституту ядерних наук «Бориса Кидрича» дві лабораторії: лабораторію автоматизації та лабораторії цифрових технологій і об'єднали їх у «Інститут автоматики і телекомунікації Михайла Пупина».
В інституті у 1960-х і 1970-х роках були розроблені лампові, а пізніше транзисторні, електронно обчислювальні машини серій CER (Cifarski elektronski računar) та HRS-100 (Hibridni Računarski Sistem).
У 1963 році в інституті Михайла Пупина спеціально для потреб інвалідів, у тому числі і ветеранів війни, був виготовлений перший у світі біонічний протез кисті руки, який назвали — «Белградська кисть». Її розробили югославські вчені Райко Томович і Міодраг Ракич за допомогою професора Ітіро Като з університету Васеда в Японії.
За час свого існування інститут неодноразово піддавався реструктуризації і реорганізації, зокрема на його базі було створено факультет електротехніки Белградського університету, від нього відділилися кілька дочірніх компаній, таких як «Електронна промисловість» і «Енергопроект». До 1968 року інститут фінансувався виключно державою, пізніше частково перейшов на самофінансування. Працівники інституту постійно шукають теми нових розробок, які можуть бути реалізовані у вигляді товарної продукції.